# 圣皮埃尔德马约
圣皮埃尔德马约（法語：Saint-Pierre-de-Mailloc，法語發音：[sɛ̃ pjɛʁ də majo] ⓘ）是法国卡尔瓦多斯省的一个旧市镇，属于利雪区。2016年，圣皮埃尔德马约与临近的4个市镇合并为新市镇瓦洛尔比凯。

## 地理
圣皮埃尔德马约（49°4'4"N, 0°19'5"E）面积4.68 平方千米，位于法国诺曼底大区卡爾瓦多斯省，该省份为法国西北部沿海省份，北濒大西洋英吉利海峡，东北与滨海塞纳省以海上边界相接，东临厄尔省，南至奧恩省，西与芒什省接壤。
与圣皮埃尔德马约接壤的市镇（或旧市镇、城区）包括：拉沙佩勒伊翁、普雷特勒维尔、圣西尔迪龙斯赖、圣于连德马约、圣马丹德马约、托尔杜埃、瓦洛尔比凯。

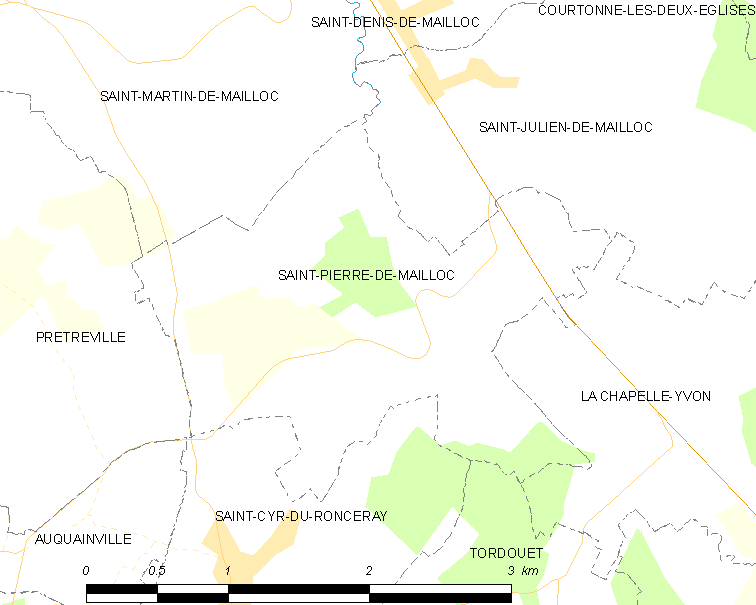
圣皮埃尔德马约的OSM定位图

圣皮埃尔德马约的时区为UTC+01:00、UTC+02:00（夏令时）。

## 行政
圣皮埃尔德马约的邮政编码为14290，INSEE市镇编码为14647。

## 政治
圣皮埃尔德马约所属的省级选区为利瓦罗派多日县。

## 人口

1962-2008年间圣皮埃尔德马约人口变化图示

圣皮埃尔德马约于2018年1月1日时的人口数量为495人。